# 13995 Tõravere
13995 Tõravere este un asteroid din centura principală, descoperit pe 19 martie 1993.